# Dengbêj

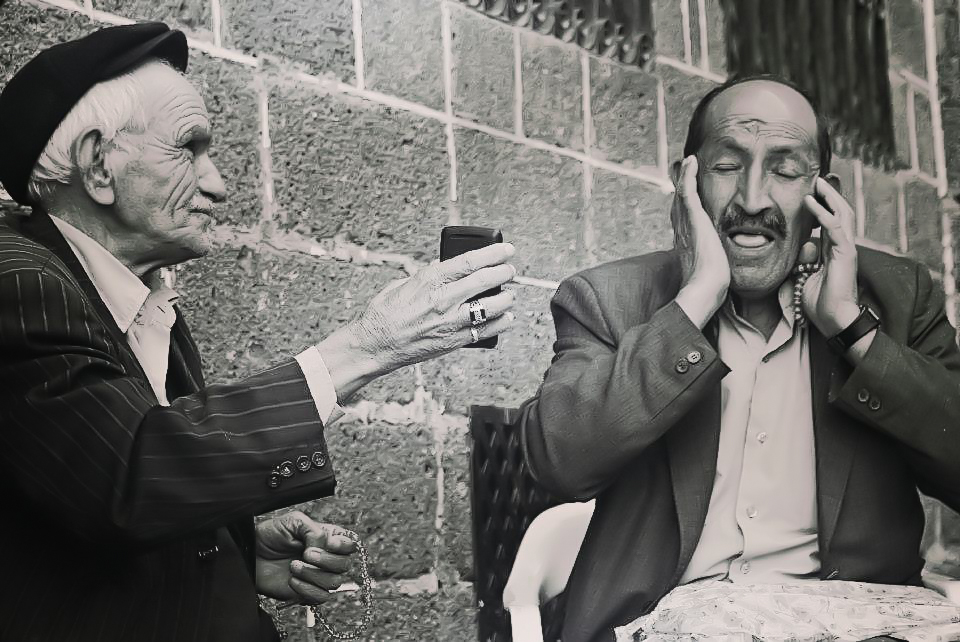
Sjungande dengbêjer i Diyarbakır

Dengbêj kallas den en sångare som sjunger dengbêjî, en kurdisk musikgenre med historieberättande karaktär. Sångerna sjungs ofta a capella, och dengbêjerna kan liknas vid kurdiska slags trubadurer, skalder eller folksångare. Traditionen har burits av ofta analfabeta sångare som memorerat och traderat hundratals berättelser, sånger och dikter från mästare till lärling.
Den som sjunger dengbêjî är är en sjungande historieberättare. Dengbêjer ses som ett sätt att föra vidare de kurdiska förfädernas traditioner, särskilt under tider då det inte varit möjligt att publicera på kurdiska eller om kurdisk historia. Eftersom mycket i den kurdiska historien saknar källdokument, görs det idag försök att analysera dem genom dengbêjernas sånger. Sångerna beskriver allt ifrån kurdisk geografi, historia, aktuella händelser, kärlek och sårg, blodshämnd och motstånd.

## Historia
Roger Lescot gjorde en stor studie av många dengbêjer under det franska mandatet i Syrien och Libanon. På 1930-talet införde den turkiska regeringen böter för varje ord som sades på kurdiska. Det gjorde att traditionen med dengbêjer som sjöng berättelser höll på att försvinna i turkiska Kurdistan. På 1980-talet blev det förbjudet att sjunga på kurdiska i Turkiet, och dengbêjer som fortsatte att sjunga förföljdes. Sångerna behövde därför spelas in i hemlighet, och spreds på kassettband i det dolda.
År 1991 tillkännagav Turkiets president Turgut Özal att det skulle bli tillåtet att använda det kurdiska språket – förutom i radiosändningar, tryckta publikationer, utbildning och i politiska sammanhang. Dengbêjer kunde återigen uppträda med större frihet. Från och med 1994 började kurdiska politiker stötta dengbêjer att delta i festivaler och tv-program utanför Turkiet, och från 2000-talet kom dengbêjerna även att synas mer i Turkiet. Deras musik blev dock ett politiskt uttryck för kurdisk stolthet och nationalism, vilket ledde till motsättningar med turkisk nationalism.
År 2003 öppnade det första Mala Dengbêjan (kurdiska: “Dengbêjens hus”) i staden Van i Turkiet.  I maj 2007 hjälpte kommunen i Diyarbakır, som styrdes av Demokratiska samhällspartiet (DTP), till med att öppna ännu ett dengbêj-hus där. Europeiska unionen har också stöttat arbetet med att bevara och återuppliva dengbêjtraditionen.
Välkända dengbêjer inkluderar Karapetê Xaço, Evdalê Zeynikê och Şakîro och Vijan Peyman. Ibland räknas även vissa modernare sångare in, som Ayşe Şan.